# ادیت بالاژوویچ
ادیت بالاژوویچ (مجاری: Edit Balázsovits) خواننده و بازیگر اهل مجارستان است.
نخستین نقش تلویزیونی او در کودکی در قسمتی از سریال تلویزیونی «حلقه خانواده» بود. به لطف تسلطش به زبان انگلیسی، او در بسیاری از سریال‌ها و فیلم‌های تلویزیونی خارجی که در مجارستان فیلمبرداری شده بودند، بازی کرد (یک روز خوب برای جان‌سخت، ۲۰۱۳؛ خانواده بورجا و ۲۰۱۳؛ شاهد خاموش ۱۹۹۶ - سریال بی‌بی‌سی). او همچنین به عنوان یک بازیگر دوبله شناخته می‌شود و در بسیاری از فیلم‌های موفق صداپیشگی کرده است. در سال ۲۰۰۸، به خاطر بازی در نقش ویکتوریا در کمدی موزیکال «خانه و زیبایی»، جایزه هنری کورنای ماریان را دریافت کرد. زندگی کاری او با حرفه‌اش شناخته می‌شود، در سال ۲۰۰۹، او جایزه یاسزای ماری را از آن خود کرد. موسیقی همیشه بخش مهمی از زندگی او بوده است، در سال ۲۰۰۹ او یک آلبوم ویژه با عنوان «ترانه‌های جمهوری جدید» ضبط کرد که در آن آهنگ‌هایی را که مخصوصاً توسط گروه ریپابلیک برای او نوشته شده بود، خواند. پس از انتشار آلبوم، او تقریباً یک سال با این گروه تور برگزار کرد.